# Amélia Nakhare

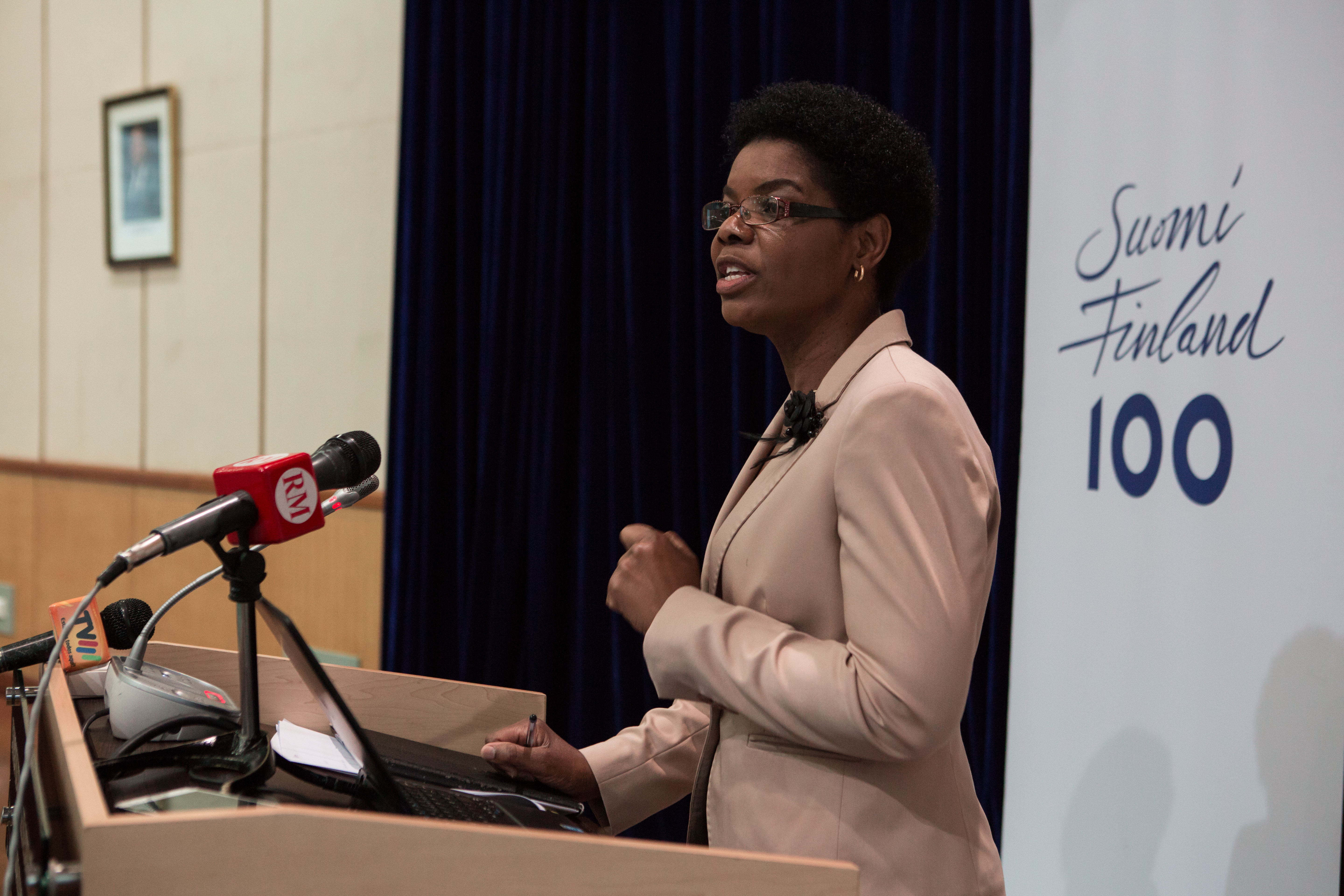
Amélia Nakhara

Amélia Tomás Taime Muendane Nakhare, kurz Amélia Nakhare, ist eine mosambikanische Wirtschaftswissenschaftlerin und Politikerin (FRELIMO). Seit September 2015 leitete Nakhare die nationale Steuerbehörde Mosambiks.

## Leben
Amélia Nakhare absolvierte zunächst 1983/84 eine Ausbildung zur Portugiesisch-Lehrerin und lehrte daraufhin an verschiedenen Maputoer Sekundarschulen. Zwischen 1987 und 1991 erwarb Nakahre eine zusätzliche Ausbildung in Zollwesen an der Maputoer Handelsschule.
1992 wechselte Nakhare ins nationale Statistikamt, wo sie die Position der Koordinatorin für Statistiken des Außenhandels übernahm. In der Behörde stieg sie weiter auf, bis sie 2009 das Amt der Leiterin des nationalen Statistikamtes übernahm und dieses bis 2010 leitete. Parallel zu ihrer Karriere in der Behörde studierte Nakhare Wirtschaftswissenschaften an der Universidade Eduardo Mondlane (Abschluss 1997) und Unternehmensmanagement an der Katholischen Universität Mosambiks (bis 2015).
2011 berief Präsident Armando Guebuza Nakhare ins Kabinett, sie übernahm den Posten der stellvertretenden Ministerin im Planungs- und Entwicklungsministerium von Maria José Lucas. Zusammen mit der Ressortleiterin Aiuba Cuereneia stand sie bis 2014 dem Ministerium vor. Nach der Wahl Nyusis ins Präsidentenamt, in dessen Wahlkampf sie besonders aktiv für ihn war, beließ dieser Nakhare im Kabinett, sie wechselte ins Ministerium für Wirtschaft und Finanzen und leitete dieses ebenso stellvertretend von Januar bis August 2015. Im September 2015 berief Nyusi Nakhare zur Leiterin der nationalen Steuerbehörde (Autoridade Tributária de Moçambique), sie löste Rosário Fernandes ab. Medien kritisierten die Ablösung, da Fernandes als ausgesprochen erfahren und Nakhare als unerfahren galt. Ihre Nachfolge als stellvertretende Ministerin für Wirtschaft und Finanzen bestimmte Präsident Nyusi im März 2016, er ernannte Maria Isaltina Lucas.
Nakhare forderte im Dezember 2015 die mosambikanische Bevölkerung auf mehr Steuern zu bezahlen, da nur rund ein Prozent der Bevölkerung Abgaben leiste. In ihrer Rolle als Leiterin der Steuerbehörde kürzte sie 2016 aufgrund der mosambikanischen Wirtschaftskrise die Zahl der Leitungsposition in der Behörde um die Hälfte.